# 50 km all'ora
50 km all'ora è un film del 2024 diretto da Fabio De Luigi.

## Trama
Il timido Rocco e il chiassoso Guido sono fratelli che non si parlano da anni, da quando il secondo se n'è andato di casa abbandonando la famiglia per girare il mondo come animatore turistico. La morte di Corrado, il rancoroso padre dei due, li costringe però a riunirsi per soddisfare le ultime volontà del loro genitore: l'uomo ha lasciato una missiva a Guido in cui lo perdona, e gli chiede di spargere le sue ceneri sulla tomba dell'ex moglie a Cervia; Guido, che all'inizio era intenzionato a ripartire subito dopo il funerale, viene scosso da ciò che legge e decide di accontentarlo. Insieme a Rocco decide di rispolverare il loro progetto adolescenziale di un viaggio insieme e con esso i loro vecchi motorini, un Piaggio Ciao e un Atala Califfone.
Comincia così quindi un lungo viaggio tra Lombardia ed Emilia-Romagna, in sella ai loro ciclomotori che non vanno oltre i 50 km all'ora. I due fratelli hanno modo di parlare, scherzare, arrabbiarsi, chiarirsi e passare un po' di tempo insieme: dopo svariate avventure, i due uomini finiscono in un rave party dove girano droghe di ogni tipo; durante un trip notturno, Rocco, in collera con il padre, convinto di vedere il suo fantasma ne sparge le ceneri sulle colline, sostituendole in segreto poi con la brace di un barbecue. Quella stessa sera, Guido confessa di avere un figlio che non ha mai incontrato, poiché concepito durante un'avventura con una donna milanese. Rocco spinge il fratello a rimediare, così si recano fino al capoluogo lombardo: i due rintracciano il giovane, Luca, e con una scusa si uniscono a lui e ai suoi amici per una partita di calcio. Dopodiché ripartono per la loro missione.
Prima di arrivare a destinazione c'è tempo per un'altra disavventura: alcuni bulli vincono i motorini di Rocco e Guido in una partita a ping-pong, e i due cercano rocambolescamente di rientarne in possesso; nella fuga, perdono uno dei due mezzi e così arrivano a Cervia su un solo ciclomotore. Dopo che l'ultimo desiderio di Corrado viene infine soddisfatto, i due uomini si salutano ma Guido, arrivato alla stazione per riprendere la sua attività lavorativa, cambia idea e corre dal figlio il quale, vedendolo alla porta, capisce tutto. In un flashback scopriamo che Guido non ha letto la vera missiva di Corrado, che era colma di odio e rancore per lui e per la madre, bensì un altro messaggio scritto appositamente da Rocco per scuoterlo nell'orgoglio, da realizzare così insieme il loro famoso viaggio programmato

## Produzione
Il film è stato girato a Cervia, a Fanano, nel modenese, nel borgo collinare di Longiano a San Giovanni in Galilea frazione di Borghi, a Lizzano in Belvedere e in uno dei borghi più belli d'Italia denominato Bertinoro in provincia di Forlì-Cesena. L’opera è stata sostenuta dalla Regione Emilia-Romagna attraverso Emilia-Romagna Film Commission. La storia prende spunto dal film tedesco 25 km/h (scritto da Oliver Ziegenbalg e diretto da Markus Goller), di recente uscito anche in Messico con il titolo A Todas Partes (in italiano "Le Nostre Strade").

## Promozione
Poster e trailer del film sono stati proposti nel novembre del 2023.

## Distribuzione
Il film è stato distribuito nelle sale italiane a partire dal 4 gennaio 2024.

## Accoglienza

### Incassi
Pur senza mai presenziare sul podio degli incassi giornalieri, il film supera il milione di euro già nel primo weekend di programmazione, arrivando nel totale ad oltre 2,2 milioni di euro.

### Critica
Il film ottiene buone recensioni sui principali siti di cinema italiani soprattutto per l'alchimia tra i due protagonisti 

## Riconoscimenti
- 2024 – Globo d'oro[8]
  - Candidatura alla miglior commedia